# علي أبو الفتوح
السيّد علي بك بن أحمد أبو الفتوح باشا (1873 - 1913) عالِم حقوقي واقتصادي مصري. ولد في بلقاس ونشأ بها. تعلم في طنطا ثم سافر إلى‌ فرنسا فدرس في كلية مونبيليه وجامعة باريس وحصل على الدكتوراه. وفي مصر، تقلب في مناصب قضائية إلى أن عيّن رئيس نيابة الإستئناف ثم وكيل نظارة المعارف العمومية. توفي في القاهرة عن 40 عامًا. له عدة مؤلفات قضائية وأدبية.

## سيرته
هو علي بن أحمد أبو الفتوح باشا، وينتهي نسبه إلى الإمام حسين بن علي. ولد سنة 1290 هـ/ 1873 م في مدينة‌ بلقاس بالدقهلية ونشأ بها. تلقى مبادئ علومه في مكتب بلقاس، ثم في مدرسة سان لويس في طنطا، ثم سافر إلى فرنسا والتحق بكلية مونبيليه ونال شهادتها. وفي فرنسا أسّس أول رابطة طلّابية مصرية بأوروبا وانتُخِب رئيسًا عامًا لها، كما أصدر هو وأعضاء آخَرون «مجلة التقدُّم المصري» الناطقة بلسان الرابطة. حضر المؤتمرات القانونية التي عقدت بباريس أيام معرضها العام سنة 1900 فوضع كتابا سماه :سياحة مصري في أوروبة». واتقن الفرنسية تحدُّثًا وكتابةً. ثم حصل على درجة الدكتوراه في العلوم الاقتصادية من جامعة باريس، كما اشترك في عدة جمعيات تشريعية أوروبية، وأسهم في وضع مشروعات قوانين مختلفة، كما شارك في المؤتمرات القانونية الكبرى كمؤتمر باريس.

ثم عاد إلى وطنه وعيّن مساعدًا بالنيابة في طنطا، ثم ترقى إلى أن عين رئيس الاستئناف سنة 1908، ثم مديرًا لجرجا 1909ف ثم وكيلًا لوزارة المعارف.

وصفه خير الدين الزركلي بـ«نابغة في علوم الحقوق». اشتغل بالتأليف والمطالعة وجمع مكتبة باللغتين العربية والفرنسية، وله مقالات وبحقوث منشورة في المجلات الفرنسية والعربية.

توفي في القاهرة سنة 1331 هـ/ 1913 ورثاه أحمد شوقي، وحافظ بك، وإسماعيل صبري باشا، وغيرهم من الأدباء والشعراء. ومنها قصيدة شوقي بك:

## آثاره
- «سياحة مصري في أوروبا»، 1900
- «الاقتصاد السياسي»، ويليام ستانلي جيفونس، ترجمة بالإشتراك، 1908
- «المذهب الاجتماعي في التشريع الجنائي»، خطبة ألقاها في حفلة كبرى لنادي المدارس العليا في 25 مارس 1906
- «مجموعة خواطر في القضاء والاقتصاد و الاجتماع»، 1913
- «الشريعة الإسلامية والقوانين الوضعية»، 1913